# مقبره المنزل (السياني)

تعديل مصدري - تعديل

مقبره المنزل محلة تابعة لقرية مرعة، التابعة لعزلة النقيلين بمديرية السياني إحدى مديريات محافظة إب في الجمهورية اليمنية.، بلغ تعداد سكانها 67 حسب تعداد اليمن لعام 2004.